# Тачер, Марк
Марк Тачер (исп. Mark Tacher Feingold) (15 сентября 1977, Мехико, Мексика) — мексиканский актёр, музыкант, певец, телеведущий и фотомодель. Рост — 180 см.

## Биография
Родился 15 сентября 1977 года в Мехико в многодетной семье. Родители по специальности врачи-стоматологи, имели 5 детей. Брат Алан Тачер является мексиканским телеведущим. Увлекается музыкой и пением и владеет сразу тремя языками — английским, испанским и ивритом. В 1997 году поступил в художественный центр при телекомпании TV Azteca, который он окончил в 1999 году, кроме того учился в академии G. Martell вокальному, гитарному, диджейному и музыкальному искусству. В мексиканском кинематографе дебютировал в 1998 году и с тех пор снялся в 25 работах в кино и телесериалах. Номинирован 7 раз на различные премии, однако он победил в 4 из них. Является также музыкантом, и выступал в группе Arvakur в качестве вокалиста и гитариста.

## Фильмография

### Избранные телесериалы
- 1998 — «Три жизни Софии» — Хуан Карлос Кифуентес.
- 2008 — «Женщины-убийцы» — Висенте.
- 2010 — «Триумф любви» — Алонсо дель Анхель.